# Dysoxylum fraseranum
Dysoxylum fraseranum är en tvåhjärtbladig växtart som först beskrevs av Adrien Henri Laurent de Jussieu, och fick sitt nu gällande namn av George Bentham. Dysoxylum fraseranum ingår i släktet Dysoxylum och familjen Meliaceae. Inga underarter finns listade i Catalogue of Life.